# Mallika Sarabhai
Mallika Sarabhai (ur. 9 maja 1954 w Ahmadabadzie) – indyjska tancerka i aktorka filmowa.
Jest córką Mrinalini Sarabhai. Specjalizuje się w bharatanatjam oraz kućipudi. Karierę rozpoczęła w wieku 15, pierwszą znaczącą nagrodę otrzymała w 1971. Działa również w teatrze, zajmuje się też choreografią. Zagrała w przeszło 30 filmach, między innymi The Mahabharata, Kahkasha i A Thousand Flowers. Została uhonorowana Padmą Bhushan (2010) oraz francuskimi orderami Sztuki i Literatury (2002) oraz Palm Akademickich (1999).